# Pristimantis saltissimus
Pristimantis saltissimus es una especie de anfibios de la familia Craugastoridae.

## Distribución geográfica y hábitat
Es endémica del tepuy Wokomung (Guayana Esequiba). Su rango altitudinal oscila entre 698 y 1560 m s. n. m..